# Környezetvédelmi világnapok listája
Ez egy lista a nemzetközi környezetvédelmi világnapokról.

## Órák
| Név          | Dátum                                                      |
| ------------ | ---------------------------------------------------------- |
| A Föld órája | Március utolsó vagy utolsó előtti szombatja, 20:30 – 21:30 |

## Napok
| Név                                                                                                 | Dátum                        |
| --------------------------------------------------------------------------------------------------- | ---------------------------- |
| Vizes élőhelyek világnapja                                                                          | Február 2.                   |
| Nemzetközi jegesmedvenap                                                                            | Február 27.                  |
| Vadvédelmi világnap (Vadon élő állatok világnapja)                                                  | Március 3.                   |
| Nemzetközi akciónap a folyókért                                                                     | Március 14.                  |
| Fogyasztóvédelmi világnap                                                                           | Március 15.                  |
| Nemzetközi verébnap                                                                                 | Március 20.                  |
| Az erdők világnapja                                                                                 | Március 21.                  |
| A víz világnapja                                                                                    | Március 22.                  |
| A Föld napja                                                                                        | Április 22.                  |
| Emléknap a vegyi hadviselés áldozataiért                                                            | Április 29.                  |
| A fair trade (méltányos kereskedelem) világnapja                                                    | Május második szombatja      |
| A méhek világnapja                                                                                  | Május 20.                    |
| A biológiai sokféleség nemzetközi napja                                                             | Május 22.                    |
| Európai nemzeti parkok napja                                                                        | Május 24.                    |
| Bringázz a munkába! nap                                                                             | Május harmadik péntekje      |
| Környezetvédelmi világnap                                                                           | Június 5.                    |
| Óceánok világnapja                                                                                  | Június 8.                    |
| Szelek nemzetközi napja                                                                             | Június 15.                   |
| Világnap az elsivatagosodás és az aszály ellen                                                      | Június 17.                   |
| Zacskómentes világnap                                                                               | Július 3.                    |
| Népesedési világnap                                                                                 | Július 11.                   |
| Nemzetközi tigrisnap                                                                                | Július 29.                   |
| Nemzetközi elefántnap                                                                               | Augusztus 12.                |
| Az ózon világnapja                                                                                  | Szeptember 16.               |
| Takarítási világnap                                                                                 | Szeptember 16-18.            |
| Nemzetközi vízmonitoring-nap                                                                        | Szeptember 18.               |
| Zéróemisszió-nap                                                                                    | Szeptember 21.               |
| Autómentes világnap                                                                                 | Szeptember 22.               |
| Túlnépesedés elleni világnap                                                                        | Szeptember 23.               |
| Nemzetközi egészségnap                                                                              | Szeptember 26.               |
| Folyók világnapja                                                                                   | Szeptember utolsó vasárnapja |
| Élőhely világnap                                                                                    | Október első hétfője         |
| Madármegfigyelési világnap                                                                          | Október 8.                   |
| Az állatok világnapja                                                                               | Október 4.                   |
| A katasztrófakockázat csökkentésének nemzetközi napja                                               | Október 13                   |
| Nemzetközi klímaváltozási akciónap                                                                  | Október 24.                  |
| Nemzetközi nap a környezet háború és fegyveres konfliktus során történő kifosztásának megelőzéséért | November 6.                  |
| Füstmentes nap                                                                                      | November 17.                 |
| A talaj nemzetközi napja                                                                            | December 5.                  |
| Nemzetközi hegynap                                                                                  | December 11.                 |

## Hetek
| Név                             | Dátum                       |
| ------------------------------- | --------------------------- |
| Zöld iroda-hét                  |                             |
| Nemzetközi vadvilág-hét         |                             |
| A sötét égbolt nemzetközi hete  | Áprilisban az új hold hetén |
| Nemzetközi beporzóhét           | Június harmadik hete        |
| Tiszta partok nemzetközi hete   | Július 1-7.                 |
| Fajmegőrzési hét                |                             |
| Európai mobilitási hét          | Szeptember 16-22.           |
| Kerékpárhét                     | Június második hete         |
| Európai hulladékcsökkentési hét | november utolsó hete        |

## Évek
| Név                                              | Dátum     |
| ------------------------------------------------ | --------- |
| A sarkkör nemzetközi éve                         | 1882–1883 |
| A sarkkör nemzetközi éve                         | 1932–1933 |
| A világnépesség nemzetközi éve                   | 1974      |
| Az óceánok nemzetközi éve                        | 1998      |
| A hegyek nemzetközi éve                          | 2002      |
| Az ökoturizmus nemzetközi éve                    | 2002      |
| A tiszta víz nemzetközi éve                      | 2003      |
| A sivatagok és az elsivatagosodás nemzetközi éve | 2006      |
| A delfinek nemzetközi éve                        | 2007–2008 |
| A sarkkör nemzetközi éve                         | 2007–2008 |
| A Föld bolygó nemzetközi éve                     | 2008      |
| A higiénia nemzetközi éve                        | 2008      |
| A természetes rostok nemzetközi éve              | 2009      |
| A gorilla éve                                    | 2009      |
| A biodiverzitás nemzetközi éve                   | 2010      |
| Az erdők nemzetközi éve                          | 2011      |
| A talajok nemzetközi éve                         | 2015      |
| A fény nemzetközi éve                            | 2015      |
| A hüvelyes növények nemzetközi éve               | 2016      |
| A fenntartható turizmus nemzetközi éve           | 2017      |
| A kulturális örökség európai éve                 | 2018      |
| A periódusos rendszer nemzetközi éve             | 2019      |